# Frontière entre le Costa Rica et le Nicaragua

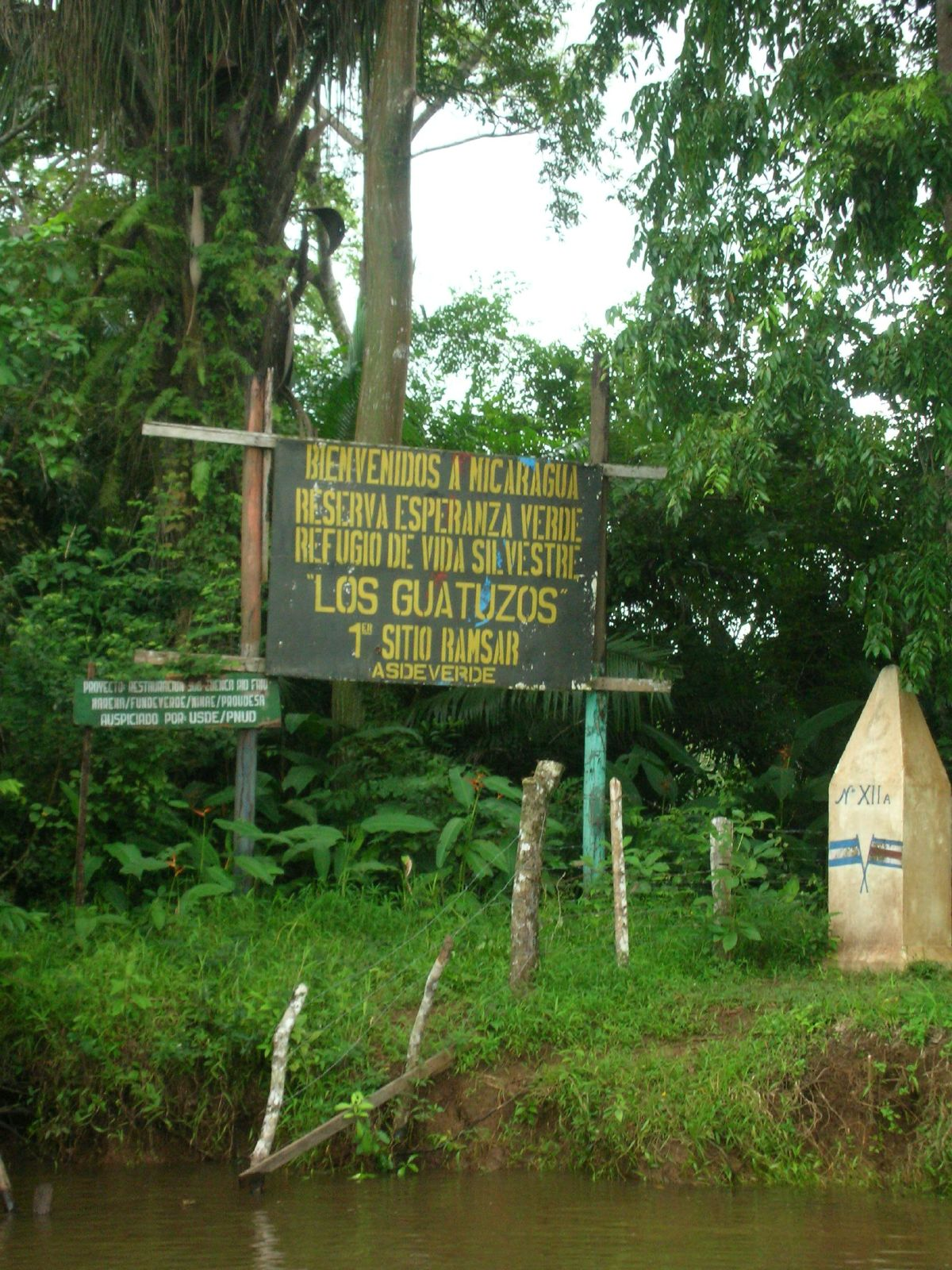
Frontière en bordure de la réserve costaricaine de Caño Negro et de celle de Los Guatuzos au Nicaragua

La frontière entre le Costa Rica et le Nicaragua est une frontière longue de 309 km pour laquelle le fleuve San Juan sert de frontière sur une grande partie de son parcours.
Selon le traité Cañas-Jerez, le fleuve appartient au Nicaragua, rive droite incluse, mais le Costa Rica garde des droits de navigation commerciale (hors navire de guerre et de police). Une demande du Costa Rica pour obtenir un droit de navigation pour le contrôle des frontières est en discussion à la Cour internationale de Justice de La Haye. Par ailleurs l'île Calero qui se trouve à l'embouchure du fleuve fait l'objet d'un litige entre les deux pays.